# Полум'я пристрасті
«Полум'я пристрасті» («Firelight») — британська романтична мелодрама 1997 року, знята режисером Вільямом Ніколсоном, з Софі Марсо у головній ролі.

## Сюжет
1839 рік. 22-річна Елізабет хоче допомогти батькові розплатитися з усіма боргами, для чого приїжджає зі Швейцарії до Лондона і влаштовується працювати гувернанткою. Проте грошей, які вона заробляє, недостатньо, і вона змушена погодитися на сумнівну пропозицію англійського аристократа Чарлза — народити йому дитину за 500 фунтів стерлінгів.
Вони проводять у готелі 3 ночі. Елізабет завагітніла і навіть закохалася в Чарльза, але згідно з домовленістю віддала йому новонароджену дочку. Шість років потому вона знову знайшла свою доньку та її батька і влаштувалася до них гувернанткою. Вона домоглася визнання своєї розпещеної доньки Луїзи, і незабаром Чарлз (позбувся своєї законної дружини, повністю паралізованої після падіння з коня), Елізабет і їхня дочка виїжджають з маєтку, проданого за борги.

## У ролях
- Софі Марсо — Елізабет Лорель
- Стівен Діллейн — Чарльз Годвін
- Домінік Белькур — Луїза
- Лія Вільямс — Констанс
- Джос Екленд — роль другого плану
- Селлі Декстер — роль другого плану
- Емма Амос — роль другого плану
- Вольф Калер — роль другого плану
- Даяна Паян — роль другого плану
- Джон Годжкінсон — роль другого плану
- Ентоні Даттон — роль другого плану
- Г'ю Волтерс — роль другого плану
- Пітер Нідем — роль другого плану
- Меліса Кнетчбулл — роль другого плану
- Френк Розелаар-Грін — роль другого плану
- Кетрін Леві — роль другого плану
- Гаррі Джонс — роль другого плану
- Валері Мініфі — роль другого плану
- Кевін Андерсон — Джон Тейлор
- Том Фішер — роль другого плану

## Знімальна група
- Режисер — Вільям Ніколсон
- Сценарист — Вільям Ніколсон
- Оператор — Нік Морріс
- Композитор — Крістофер Ганнінг
- Продюсери — Сьюзан Картсоніс, Браян Істмен, Кармен Фінестра, Девід Макфадзін, Рік Лід, Метт Вільямс